# Shintanis zetafunktion
Inom matematiken är Shintanis zetafunktion eller Shintanis L-funktion en generalisering av Riemanns zetafunktion. Den studerades först av Takuro Shintani (1976). Den har som specialfall Hurwitzs zetafunktion, Barnes zetafunktion och Wittens zetafunktion.

## Definition
Shintanis zetafunktion av (s1, ..., sk) ges av
{\displaystyle \sum _{n_{1},\dots ,n_{m}\geq 0}{\frac {1}{L_{1}^{s_{1}}\cdots L_{k}^{s_{k}}}},}
där varje Lj är en inhomogen linjär form (n1, ... ,nm). Specialfallet då k = 1  är Barnes zetafunktion.

### Allmänna källor
- Hida, Haruzo (1993), Elementary theory of L-functions and Eisenstein series, London Mathematical Society Student Texts, "26", Cambridge University Press, ISBN 978-0-521-43411-9
- Shintani, Takuro (1976), ”On evaluation of zeta functions of totally real algebraic number fields at non-positive integers”, Journal of the Faculty of Science. University of Tokyo. Section IA. Mathematics 23 (2):  393–417, ISSN 0040-8980